# Aldersgate
Aldersgate (o Ward of Aldersgate) es un distrito electoral de la City de Londres, Inglaterra, nombrado en honor a una de las puertas septentrionales de la Muralla de Londres que alguna vez rodeó la ciudad.
Tradicionalmente, el Ward of Aldersgate se divide en Aldersgate Within y Aldersgate Without, términos que indican si la parte estaba dentro o fuera de la línea de la muralla. Los antiguos límites del barrio fueron rediseñados en 2013; los nombres se conservan, pero su ubicación solo se aproxima vagamente a su extensión histórica.
La puerta también dio su nombre a Aldersgate Street, que se extiende hacia el norte desde la antigua puerta hasta Clerkenwell. Esta calle formaba parte íntegramente del barrio Aldersgate Without hasta que una breve sección más al norte fue renombrada y añadida a él.

## Puerta
La Muralla fue construida inicialmente alrededor del año 200, pero Aldersgate no fue una de las puertas romanas originales, sino que se añadió más tarde durante el período romano.
El nombre «Aldersgate» se registra por primera vez alrededor del año 1000 como Ealdredesgate, es decir, «puerta asociada a un hombre llamado Ealdrād»; probablemente adquirió su nombre en el período sajón tardío.
Cuando Jacobo VI de Escocia llegó a Inglaterra en 1603 para tomar las coronas de Inglaterra y Escocia, entró en la ciudad por Aldersgate. Se colocaron estatuas del rey tanto fuera (a caballo) como dentro (sentado en el trono) de la puerta para conmemorar la ocasión.
La antigua puerta fue demolida en 1617 y reconstruida ese mismo año según un diseño de Gerard Christmas. La puerta sufrió daños en el Gran incendio de Londres de 1666, pero fue reparada y permaneció hasta 1761. Aldersgate Street albergaba la capilla y las cámaras del Obispo de Londres en London House, utilizadas desde el siglo XVIII por estar más cerca de la Catedral de San Pablo que su residencia oficial en Fulham.

## Ward of Aldersgate

Ubicación dentro de la City (posterior a 2013).

Límites antiguos de los barrios de la City.

El Ward of Aldersgate abarca la línea (ahora desaparecida) de la Muralla de Londres y la antigua puerta, y históricamente se dividía en las secciones «Within» y «Without», con un diputado (alderman) designado para cada división. Actualmente, solo hay un diputado alderman para el distrito electoral.

### Geografía

#### Aldersgate Within
La división «Within» se centraba en los edificios a ambos lados de St. Martin's Le Grand (que se extiende hacia el norte como Aldersgate Street), Noble Street y Foster Lane.
El barrio incorporó la liberty de St. Martin's Le Grand cuando esta fue disuelta en el siglo XVI.

#### Aldersgate Without
«Aldersgate Without» fue, en sus inicios, parte de un área fuera de la muralla norte conocida como el Soke de Cripplegate, controlada por la iglesia de St. Martin's Le Grand. Esta división coincidía con la parte de la antigua parroquia de St Botolph Without Aldersgate que pertenecía a la City. Incluía la iglesia parroquial de St Botolph's Aldersgate y el adyacente Postman's Park, nombrado por la antigua oficina principal de clasificación en King Edward Street, y sede del Memorial al Sacrificio Heroico.

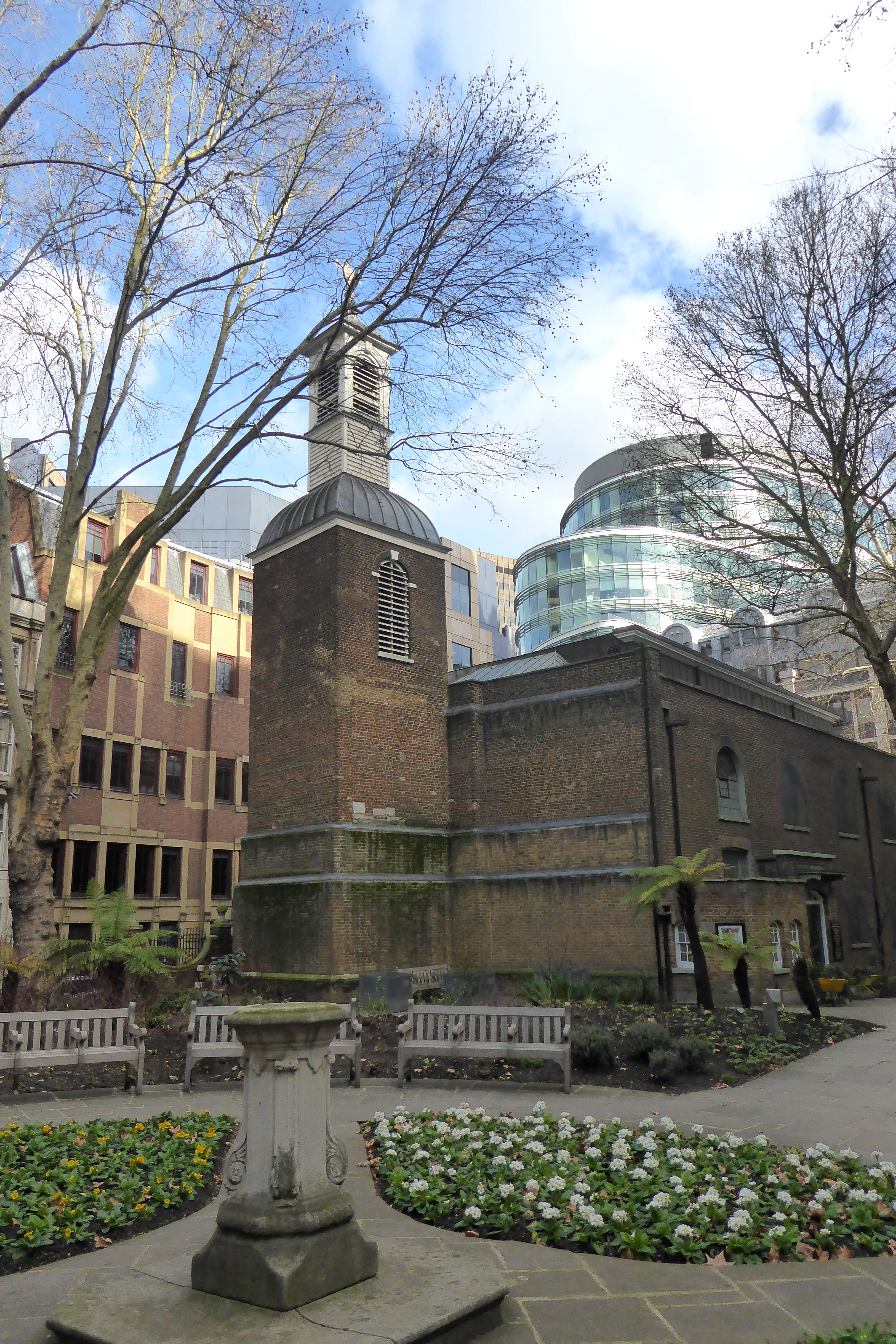
Iglesia de St Botolph's, Aldersgate vista desde Postman's Park.

La iglesia fuera de Aldersgate era una de las cuatro iglesias de Londres dedicadas a San Botulfo, un santo inglés del siglo VII. A finales del siglo XI, Botulfo era considerado el santo patrón de los límites, y por extensión, del comercio y los viajes.
Esta división se centraba principalmente en los edificios a ambos lados de Aldersgate Street e incluía la parte occidental del Barbican Estate (que abarca el Museo de Londres), dos sedes de compañías gremiales (la Sede de los Herreros y la Sede de los Yeseros) y 200 Aldersgate, un gran complejo de oficinas al sur de la calle.

#### Después de 2013
Desde los cambios de límites en 2013, casi todo el barrio es «Without», y la antigua libertad y calle de St. Martin's ya no están dentro de sus límites.
El nuevo barrio de Aldersgate, muy modificado, está delimitado por Aldersgate Street, Beech Street, Noble Street, Angel Street, King Edward Street y Montague Street.

#### Aldersgate Street
Aldersgate Street forma una breve sección de la ruta A1 hacia Edimburgo. Está ubicada al oeste del Barbican Estate y del Barbican Centre, cerca del St Bartholomew's Hospital y del Museo de Londres desde su apertura en 1976 hasta su cierre en diciembre de 2022, antes de su traslado a Smithfield Market (durante ese tiempo, estuvo dentro del barrio).
Hacia el norte, continúa como Goswell Road en la intersección con Fann Street; hacia el sur, se extiende hacia St. Martin's Le Grand. La estación de metro Barbican está situada en Aldersgate Street y, al abrirse en 1865, se llamó Aldersgate Street tube station. En 1910 se renombró Aldersgate, luego Aldersgate & Barbican en 1924, y finalmente Barbican en 1968.
Originalmente, Aldersgate Street solo correspondía al tramo desde la iglesia de St Botolph Without Aldersgate hasta Long Lane. La sección desde Long Lane hasta Goswell Street (después de 1864 Goswell Road) se conocía antes como Pickax Street, donde hoy se encuentra la estación Barbican. Este nombre podría derivar de Pickt Hatch, una zona de burdeles supuestamente ubicada en esta parte de Londres durante la era isabelina. Pick Hatch se menciona en The Merry Wives of Windsor («Ve... a tu Mansión de Pickt-hatch») y en El Alquimista («Las Vestales decadentes de Pickt-hatch»). A finales del siglo XVIII, el nombre Pickax dejó de usarse y la calle se incorporó completamente a Aldersgate Street.

### Política
Aldersgate es uno de los 25 barrios de la City de Londres, cada uno eligiendo un alderman para la Corte de Concejales y comunes (equivalentes a concejales en la City) para la Corte del Consejo Común de la Corporación de la City de Londres. Solo los electores que son Libres de la City de Londres pueden presentarse como candidatos.
En las elecciones al Consejo Común de 2017 en toda la City, el Partido Laborista ganó un escaño en el Ward of Aldersgate con el residente local Richard Crossan, quien se presentó por el Labour y fue elegido sin oposición. El Partido Laborista obtuvo un total récord de cinco escaños en el Consejo Común en marzo de 2017, ganando dos en Portsoken, dos en el barrio de Cripplegate y uno en Aldersgate.
Los representantes actuales electos en Aldersgate, tras las elecciones al Consejo Común y de Concejales de 2022, son Christopher Makin (Concejal), Randall Anderson (Diputado), Naresh Sonpar, Steve Goodman, Helen Fentiman, Deborah Oliver y Anett Ridegg.

### Historia
Los barrios de Londres parecen haber tomado forma en el siglo XI, antes de la conquista normanda. Su propósito administrativo, judicial y militar los hacía equivalentes a los Hundreds en el campo. El objetivo principal de barrios como Aldersgate, que incluían una puerta, parece haber sido la defensa de esta, ya que las puertas eran los puntos más débiles de cualquier fortificación.
Inicialmente, el barrio solo abarcaba tierras dentro de las murallas, pero el crecimiento más allá de la puerta llevó a que parte del área exterior quedara bajo la influencia de la City. Se establecieron marcadores de límites –barras– aquí y en otros lugares, y el suburbio eventualmente se integró a la City. Las Barras de Aldersgate se registran desde 1197.
Una mansión sobre Aldersgate, conocida como Aldrichgate, fue otorgada a John Blytone, el primer portador de la espada conocido de la City de Londres, al renunciar al servicio del Lord alcalde de Londres en 1395.

#### Religión
En 1554, Aldersgate Street fue escenario de un fraude donde Elizabeth Crofts fue escondida en una pared para fingir ser una voz celestial. Se dice que 17,000 personas acudieron a escucharla difundir propaganda anticatólica.
La casa de Sarah Sawyer, en Rose and Rainbow Court (aproximadamente el sitio del actual Museo de Londres), fue una de las primeras reuniones cuáqueras en Londres (antes de 1655). En 1675, tras su matrimonio, se convirtió en una casa de reuniones dedicada, la Box Meeting, usada principalmente por mujeres cuáqueras para ayuda a los pobres.

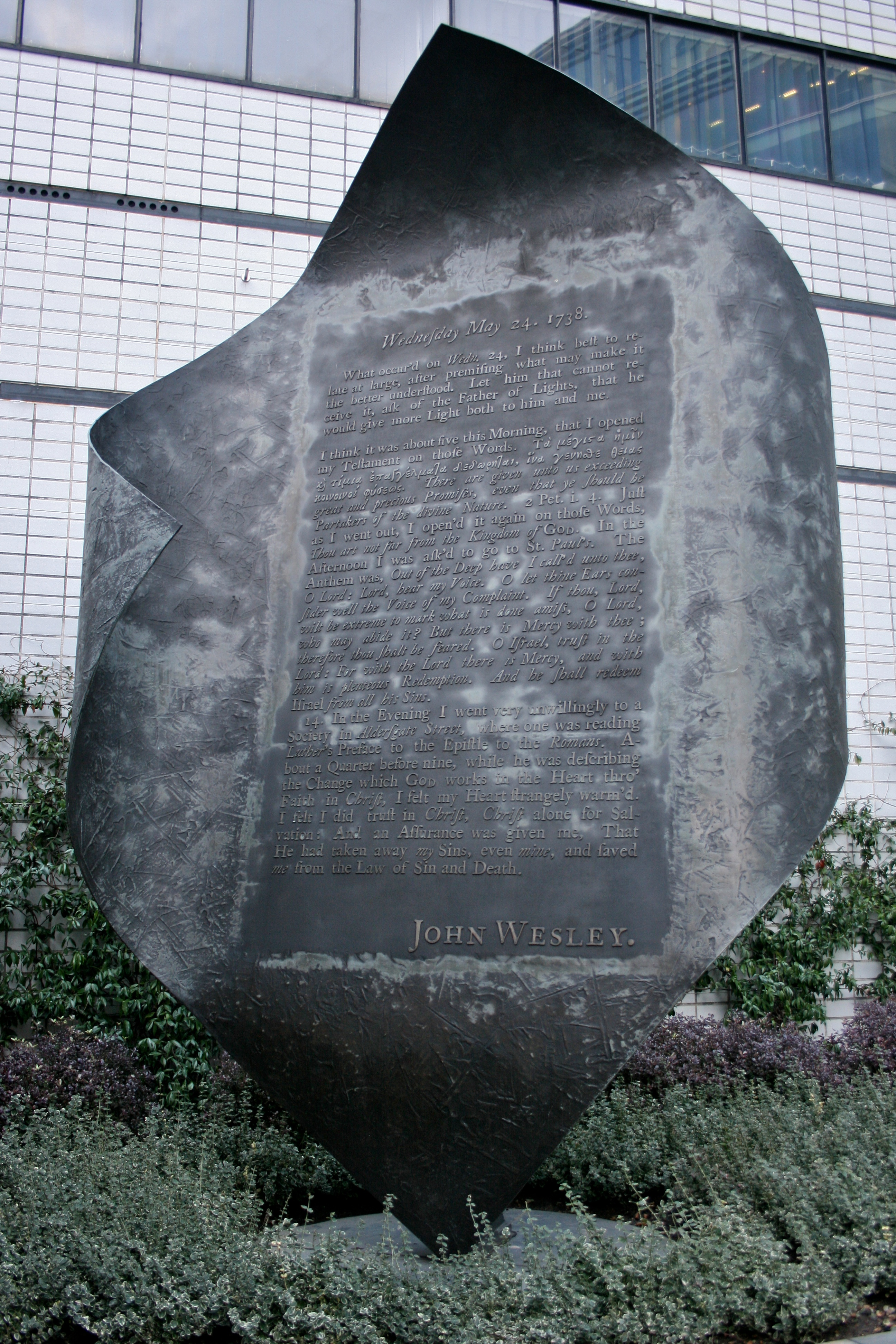
Memorial en Aldersgate que conmemora la experiencia religiosa de John Wesley.

El número 28 de Aldersgate Street es la ubicación aproximada de una antigua Iglesia Morava. El 24 de mayo de 1738, asistiendo a una reunión en esta iglesia, el clérigo John Wesley tuvo una profunda experiencia religiosa. Al año siguiente, rompió con los moravos y fundó la Sociedad Metodista de Inglaterra. El aniversario anual de su experiencia es celebrado por los metodistas como el Día de Aldersgate. La Wesley's Chapel, en la cercana City Road, sigue siendo un punto focal del movimiento metodista mundial.

#### Artes
El poeta Thomas Flatman nació en una casa en Aldersgate Street en 1633. Como la mayoría de los edificios históricos en este tramo, el edificio ya no existe. En los números 35-38 estaba Shaftesbury House, construida alrededor de 1644 por Inigo Jones y demolida en 1882. Lauderdale House, demolida en 1708, fue la residencia londinense del Duque de Lauderdale y antes de su suegra, la Condesa de Home.

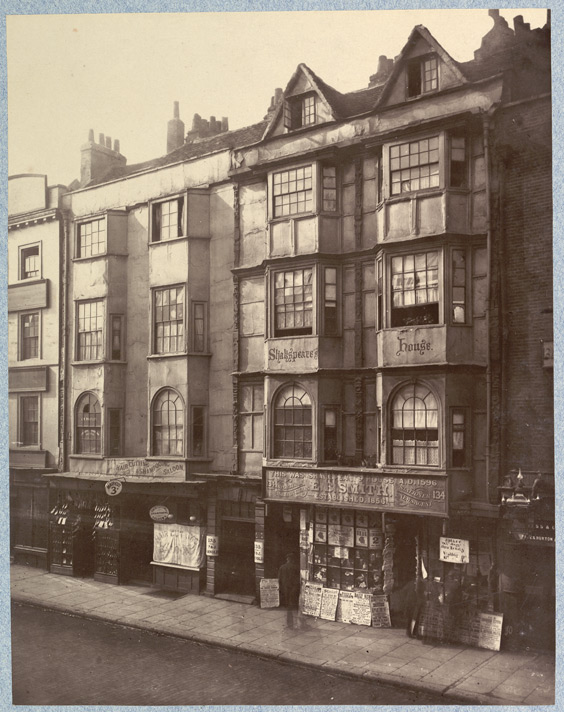
134 Aldersgate Street, la «Casa de Shakespeare» - demolida en 1879.

El número 134 tuvo durante muchos años un cartel que decía: «Esta fue la Casa de Shakespeare». Aunque estaba cerca del Fortune Playhouse, no hay evidencia documental que indique que Shakespeare vivió aquí; un registro de subsidios de 1598 muestra a un «William Shakespeare» como propietario, pero no hay certeza de que sea el dramaturgo. El edificio ya no existe, y la estación Barbican ocupa ahora el sitio. La cercana Shakespeare Tower lleva su nombre por esta conexión (tenue). En el punto donde Aldersgate Street cambia a Goswell Road, también hay un pub llamado «The Shakespeare».

#### Edificios desaparecidos

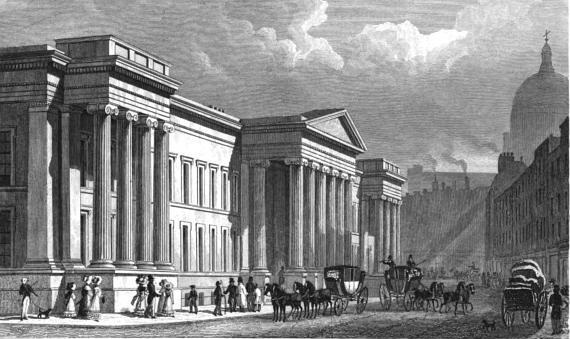
Oficina General de Correos, finales de la década de 1820.

Adyacente al actual rotonda en el sitio de la puerta estaba la antigua sede de la Oficina General de Correos (cerrada en 1910 y demolida poco después), junto a Postman's Park. La parte sur de la rotonda y la parte norte de donde estuvo la Oficina de Correos se encuentran en el sitio de una iglesia colegiata y santuario fundados en 750 por Withu, Rey de Kent, ampliados en 1056 por Ingebrian, Conde de Essex, y otorgados con una carta real en 1068 por Guillermo el Conquistador. El sitio de la iglesia fue despejado en 1818 para la construcción de la Oficina de Correos.
La mayoría de los edificios en Aldersgate Street fueron destruidos o gravemente dañados en la Segunda Guerra Mundial. Todo el lado este de la calle está ahora ocupado por una parte del complejo residencial y artístico Barbican de 40 acres (16 ha).
En la esquina entre Aldersgate Street y Long Lane, frente a la actual estación Barbican y Beech Street, estaba el «Manchester Hotel» con más de 240 habitaciones. Era un hito victoriano en la zona, popular entre hombres de negocios, visitantes y jurados que asistían a juicios en el Old Bailey. Inaugurado en 1879, renovado y modernizado en 1921, sufrió graves daños por bombas en la Segunda Guerra Mundial y fue demolido. Tras la Primera Guerra Mundial, cerró temporalmente y fue requisado por el gobierno como albergue para refugiados judíos de Polonia y Bélgica. Anuncios del hotel aparecían regularmente en revistas locales y publicaciones periódicas, destacando sus espléndidas habitaciones, bodega, almuerzos para trabajadores de la City y como lugar para recepciones de bodas.

## Galería de imágenes

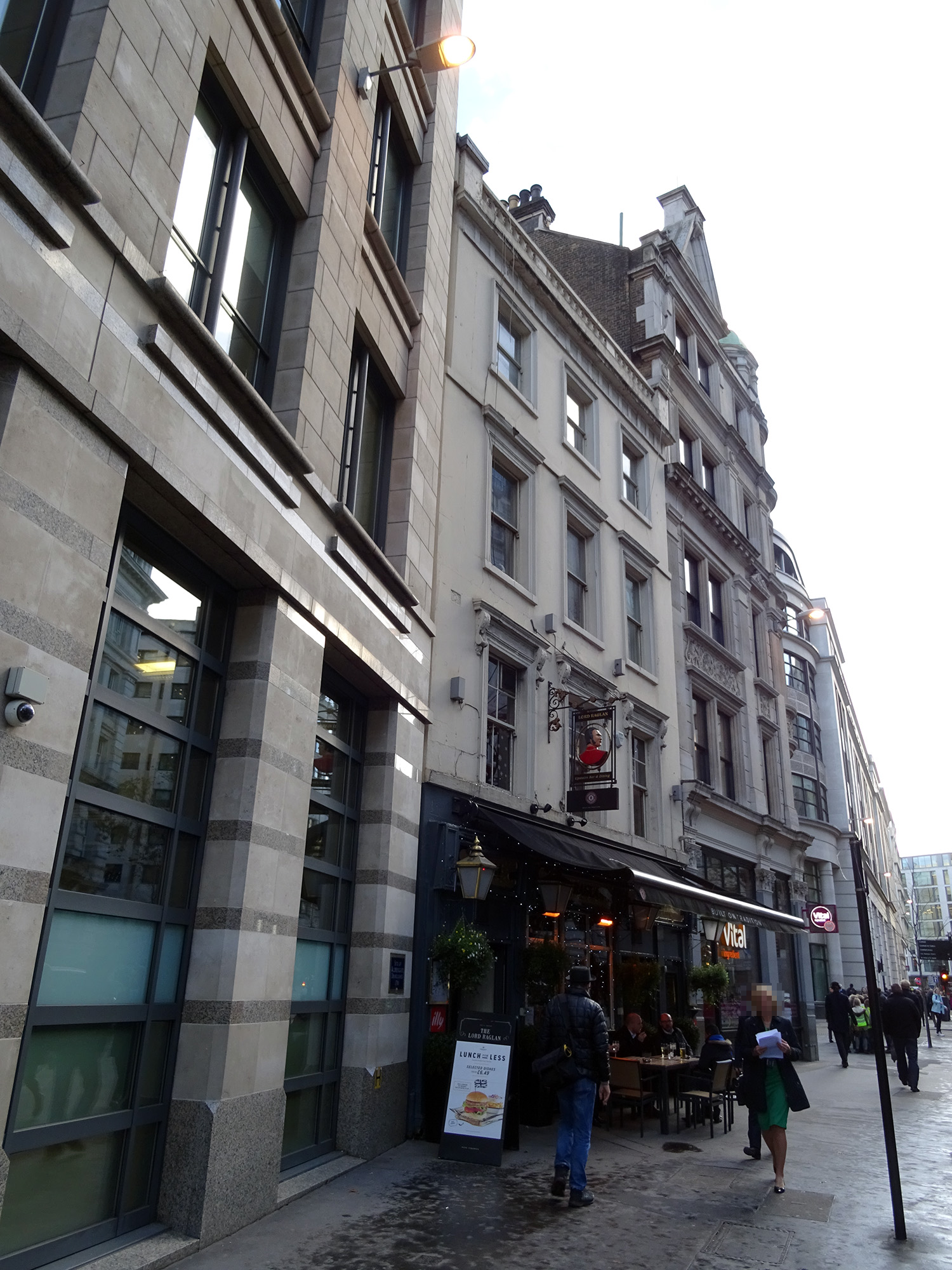
Sitio de Aldersgate
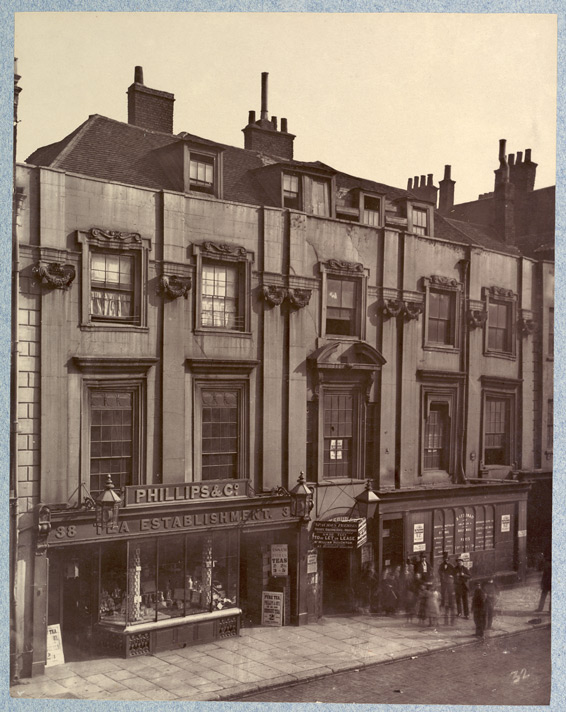
Shaftesbury House - demolida en 1882
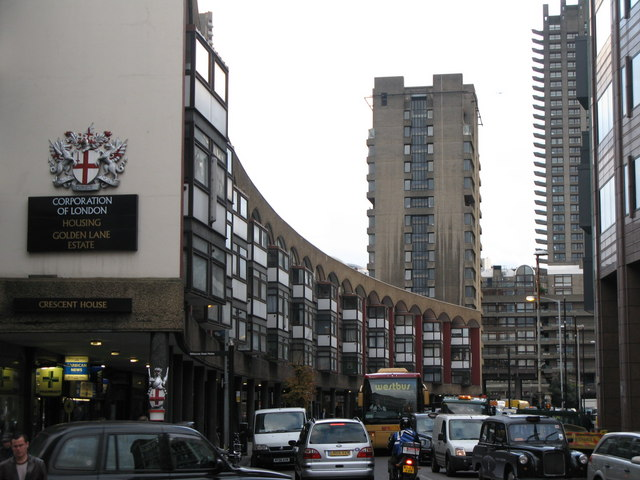
Aldersgate Street
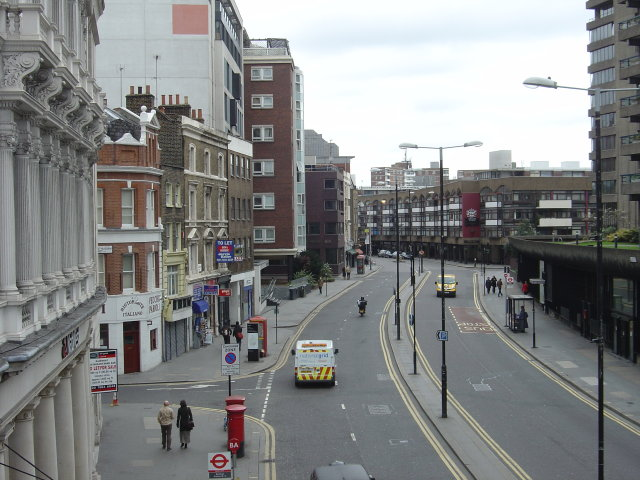
Aldersgate Street, lado norte desde la pasarela del Barbican
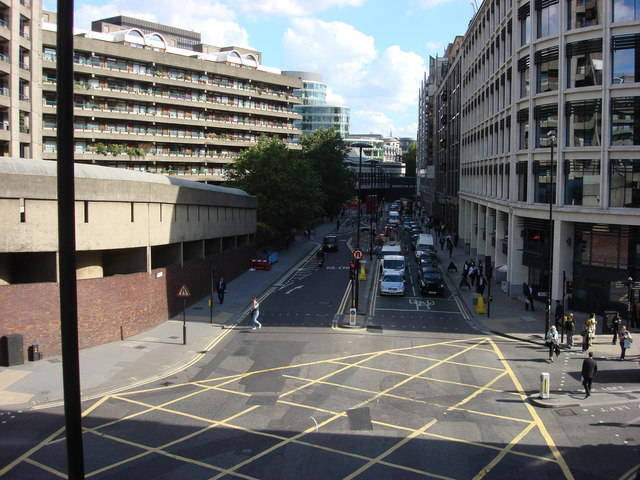
Aldersgate Street, lado sur desde la pasarela del Barbican
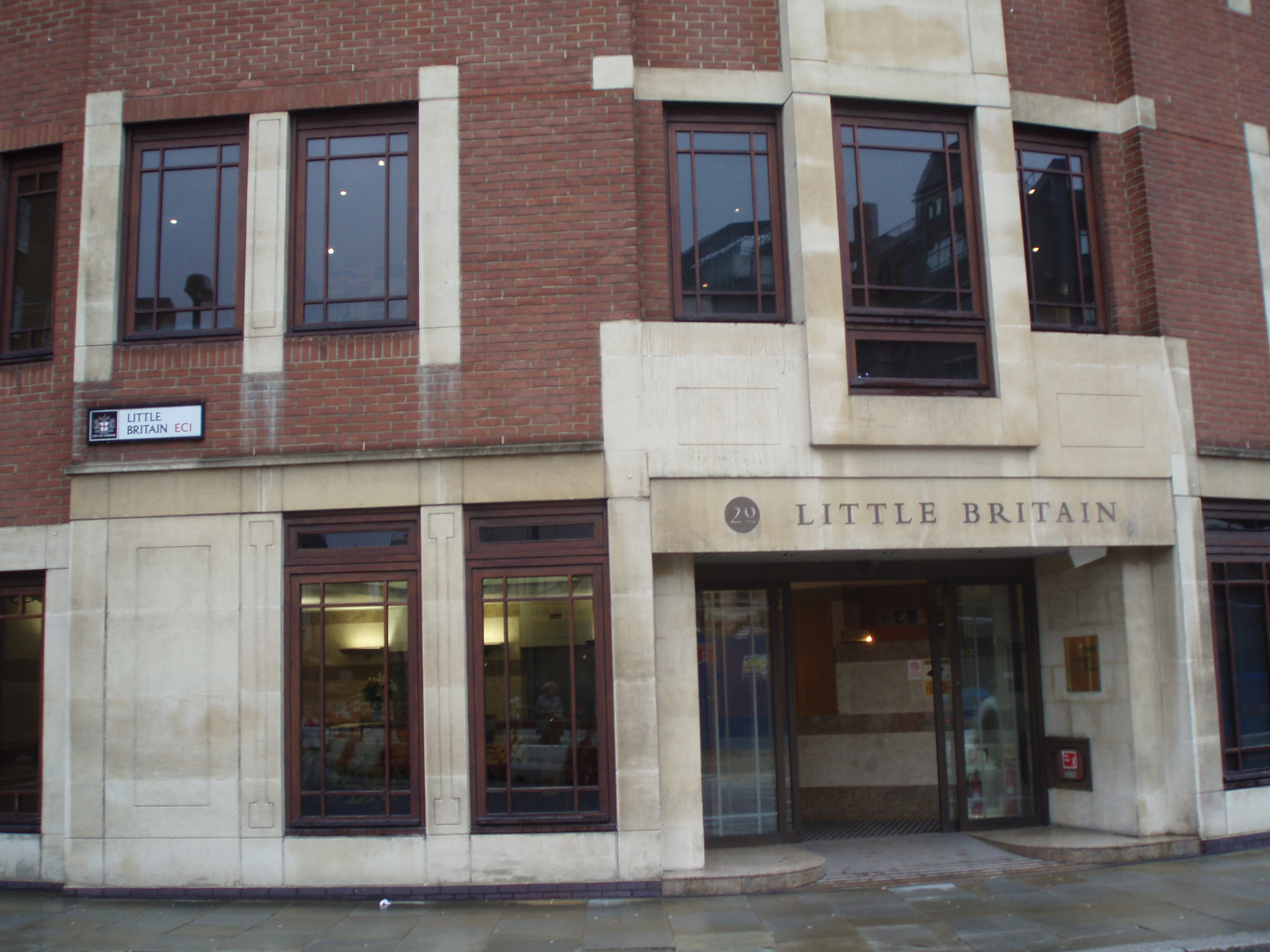
Little Britain, una calle en el barrio
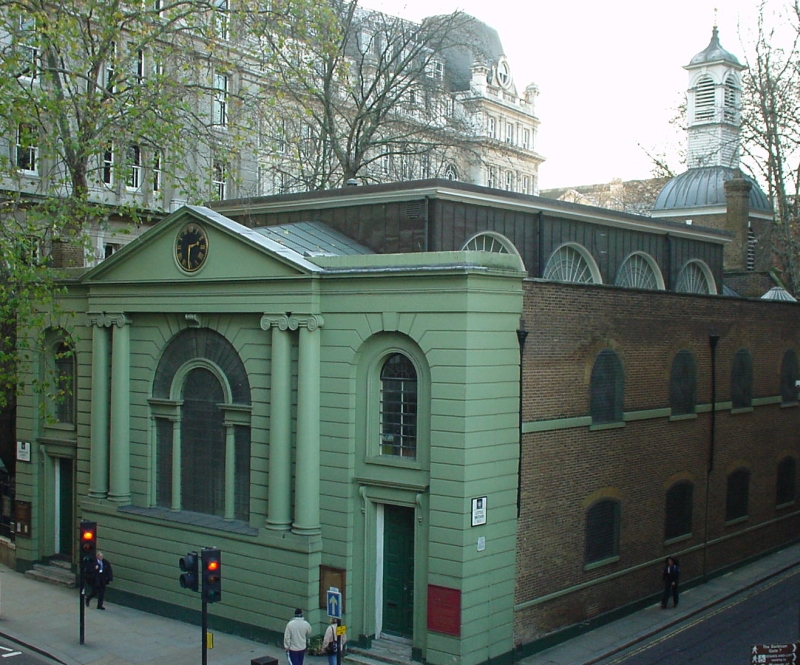
Iglesia de St Botolph Without Aldersgate
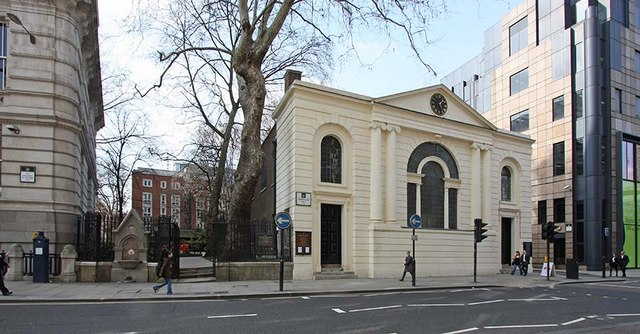
Iglesia de St Botolph Without Aldersgate tras redecoración
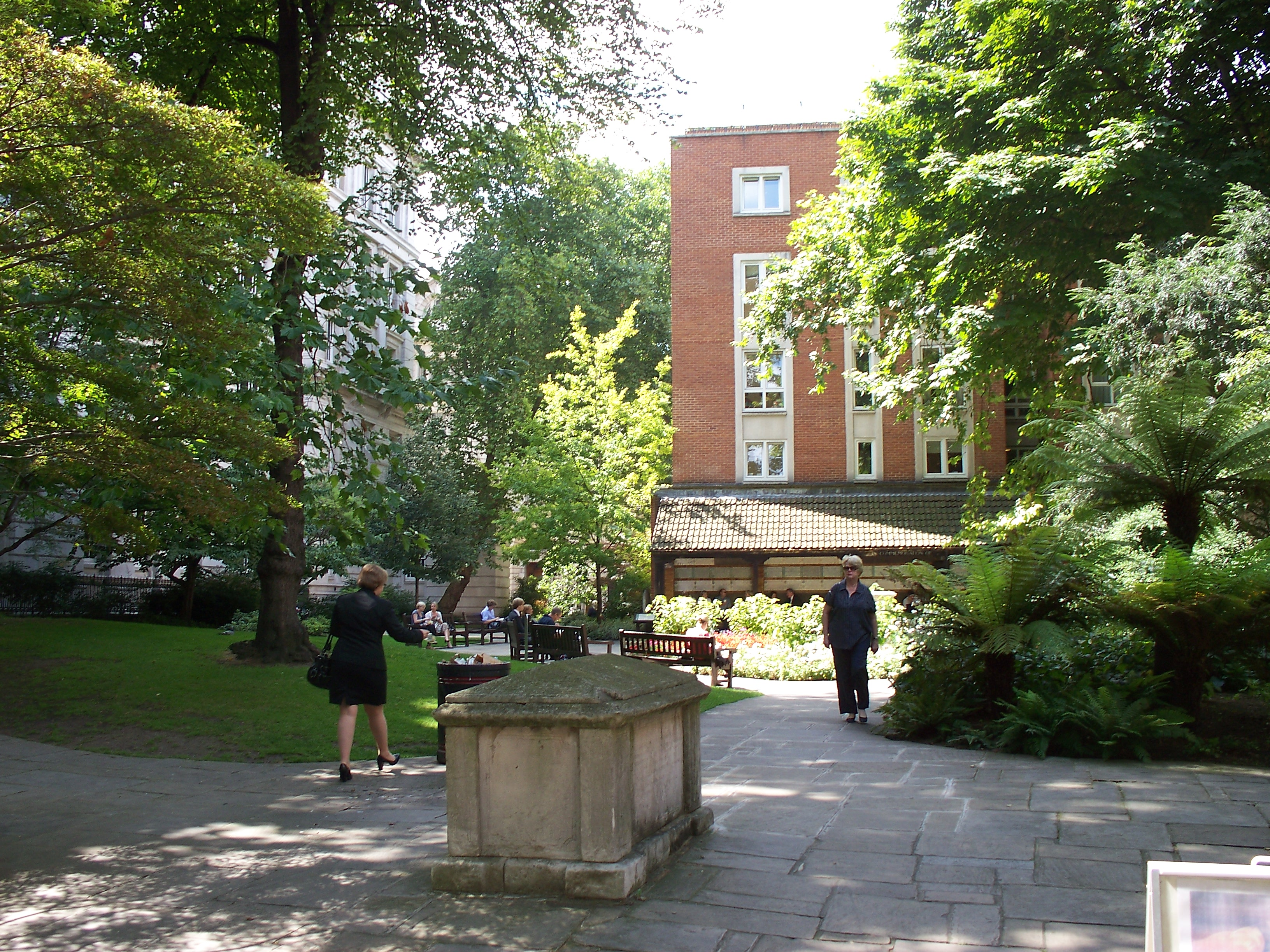
Postman's Park desde Aldersgate Street
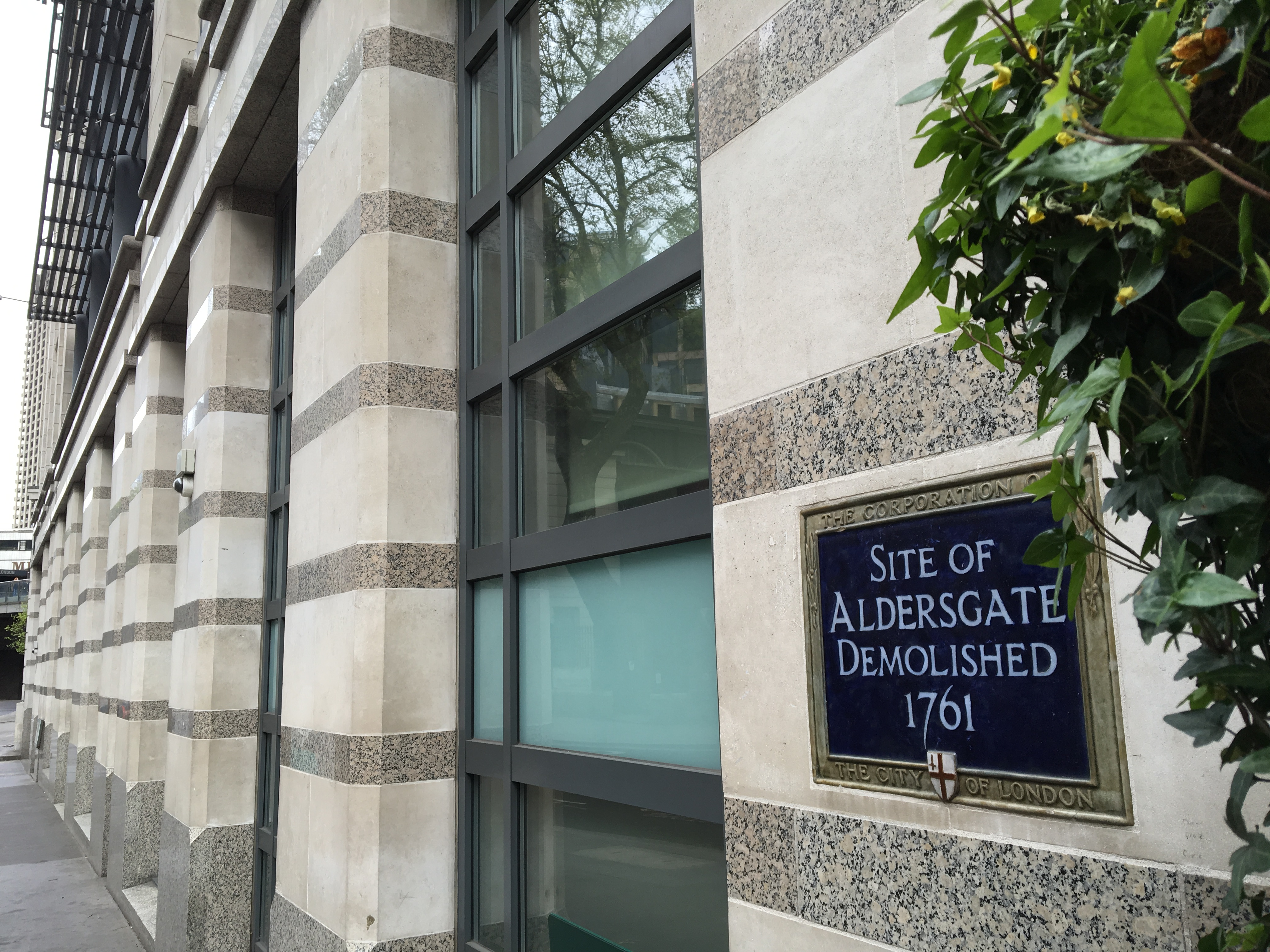
Placa de Aldersgate
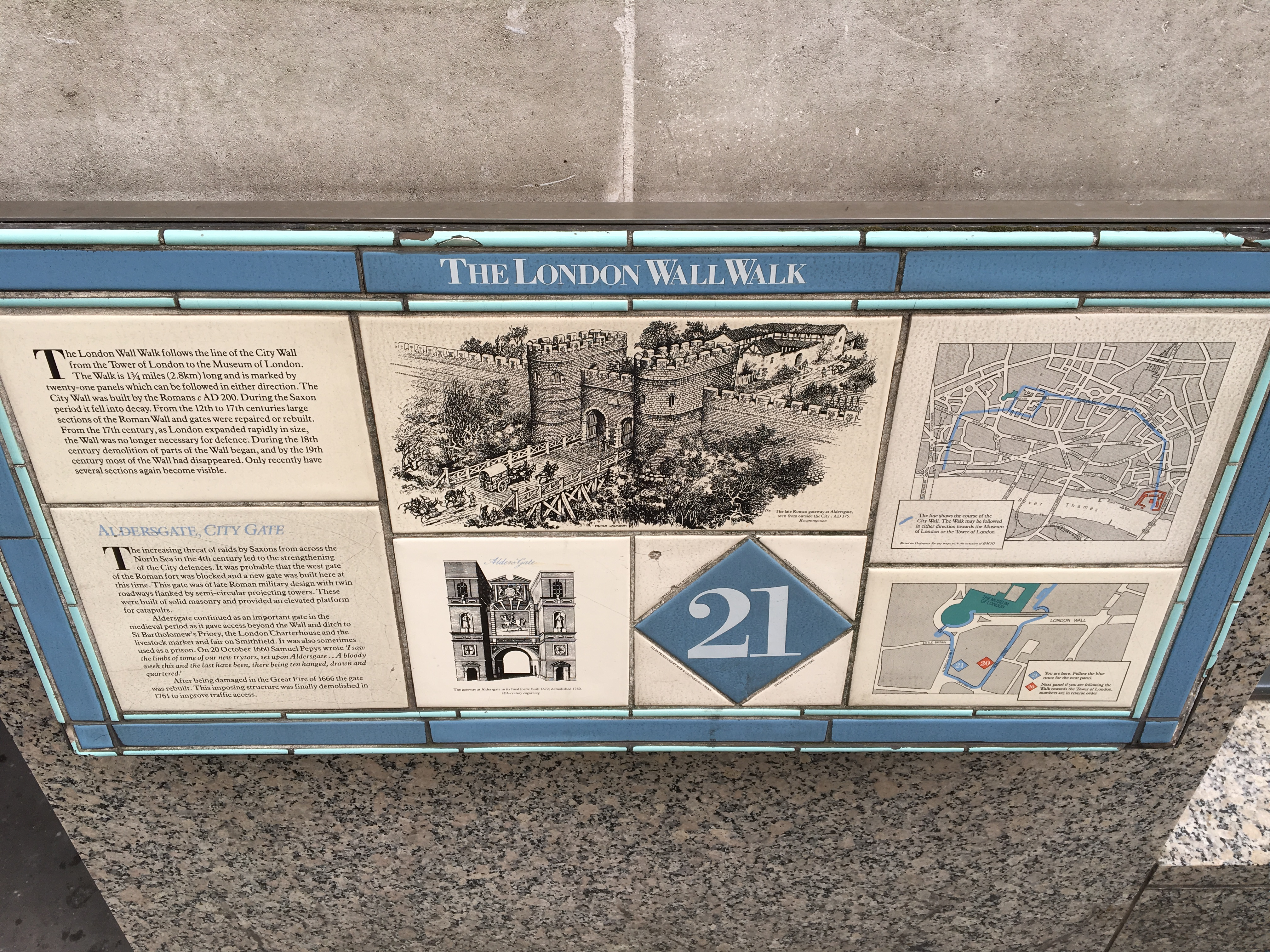
Historia de Aldersgate
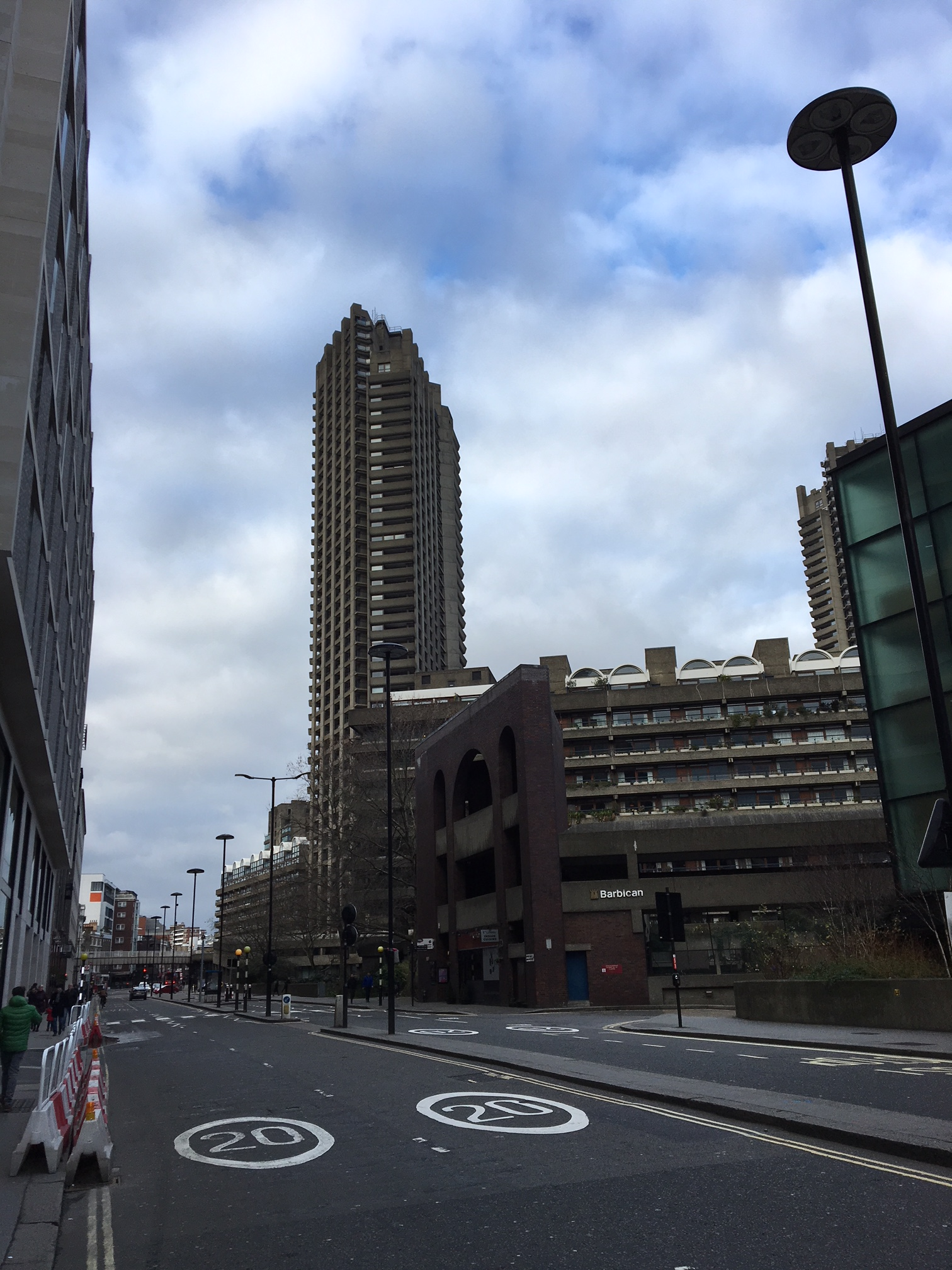
Vista de la calle Aldersgate
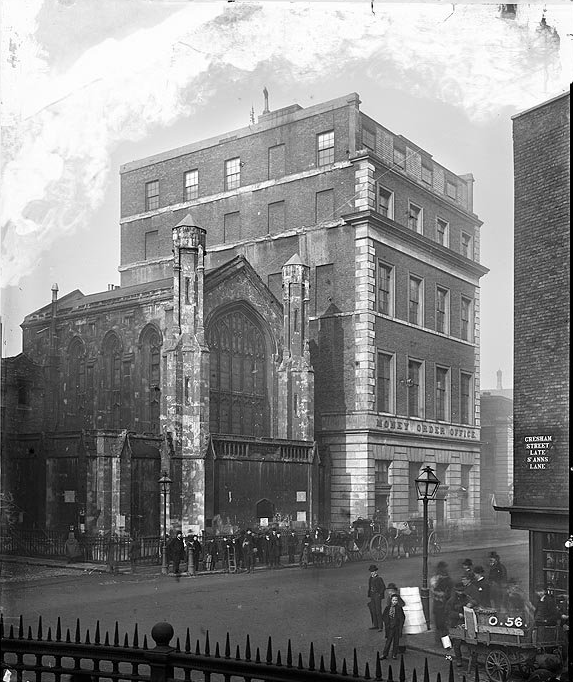
No. 1 Aldersgate Street (Oficina de Órdenes de Dinero, derecha) y la Capilla Protestante Francesa en St Martin's Le Grand (izquierda) (ambas demolidas en 1888).